# Jörg Gribl
Jörg Gribl (* 22. August 1941 in München) ist ein deutscher Architekt und Landschaftsarchitekt.

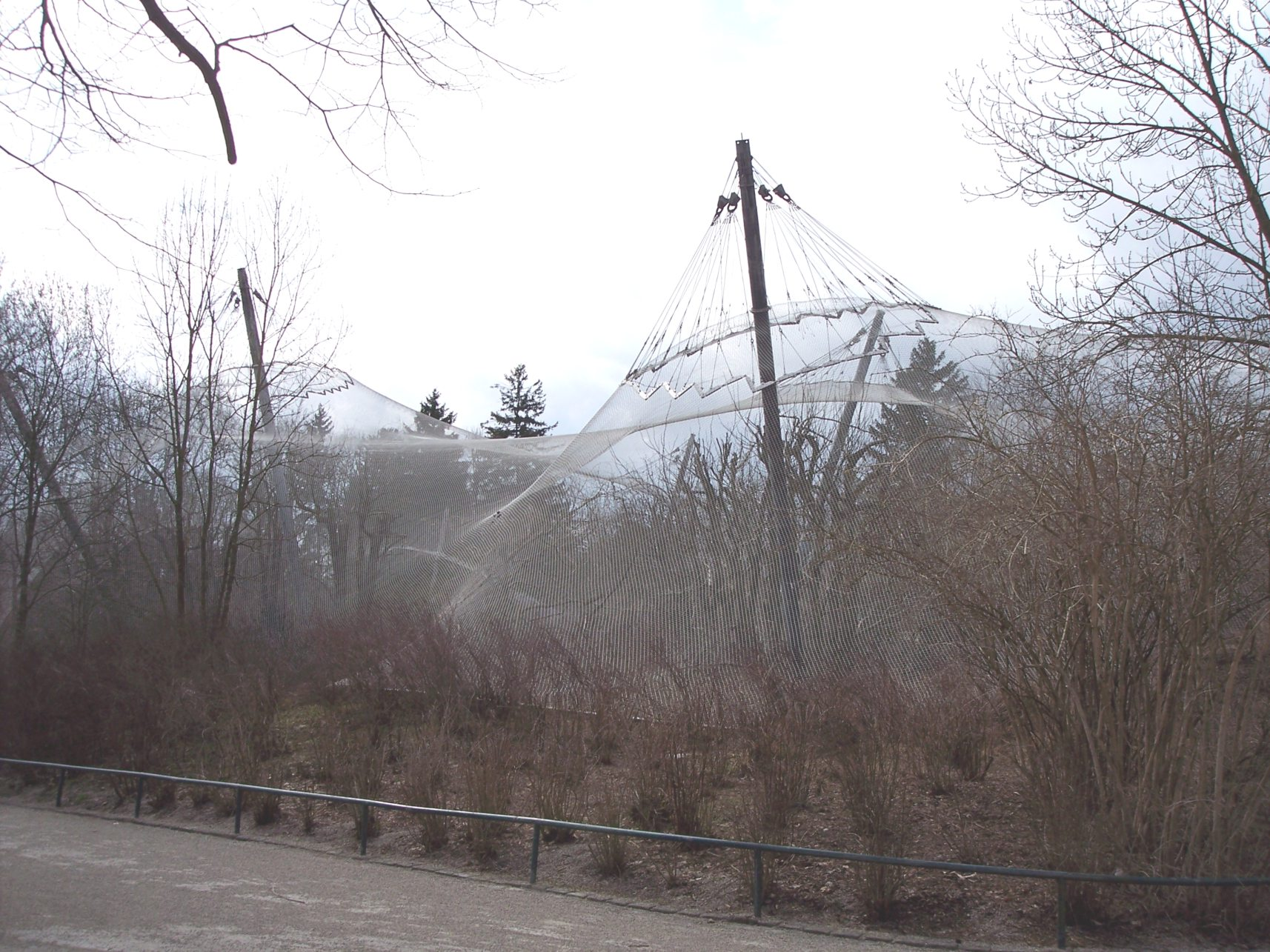
Voliere für Großvögel im Tierpark Hellabrunn, Untergiesing-Harlaching

## Werdegang
Jörg Gribl studierte von 1965 bis 1969 Architektur an der TU München und arbeitete nach seinem Diplom bei Peter Lanz. 1973 gründete er ein eigenes Architekturbüro in München. Er war Hausarchitekt des Tierparks Hellabrunn und auch an anderen Zooprojekten beteiligt. Weitere seiner Betätigungsfelder sind Stadtsanierungs- und Städtebaustudien sowie baugestalterische Beratung. Häufig spielt bei seiner Arbeit die Landschaftsgestaltung eine bedeutende Rolle. 
Er ist mit der Kunsthistorikerin Dorle Gribl verheiratet und sie haben einen Sohn.

## Bauten
- 1977: Pinguinhaus im Zoo Berlin

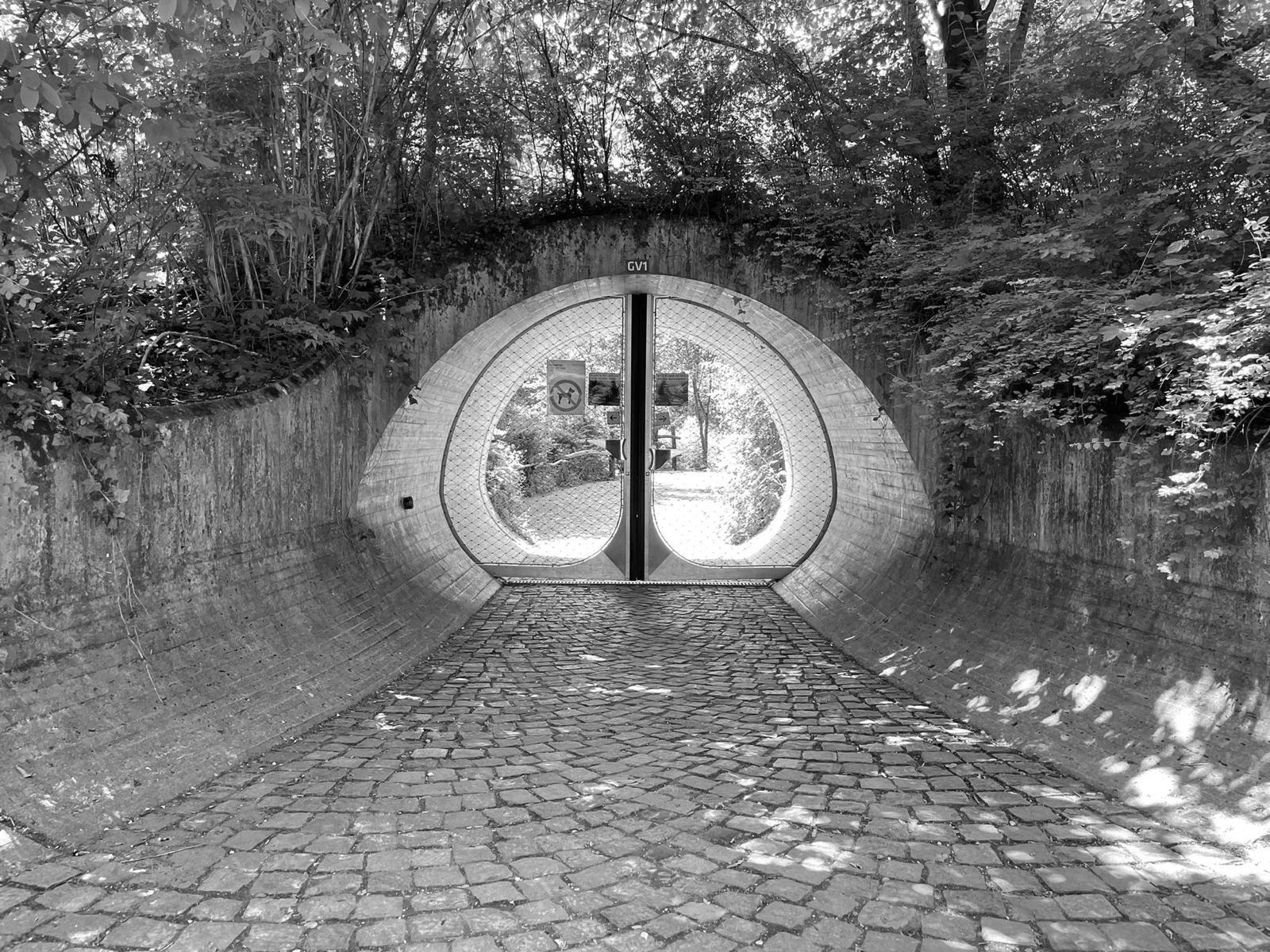
Voliere für Großvögel im Tierpark Hellabrunn, Untergiesing-Harlaching

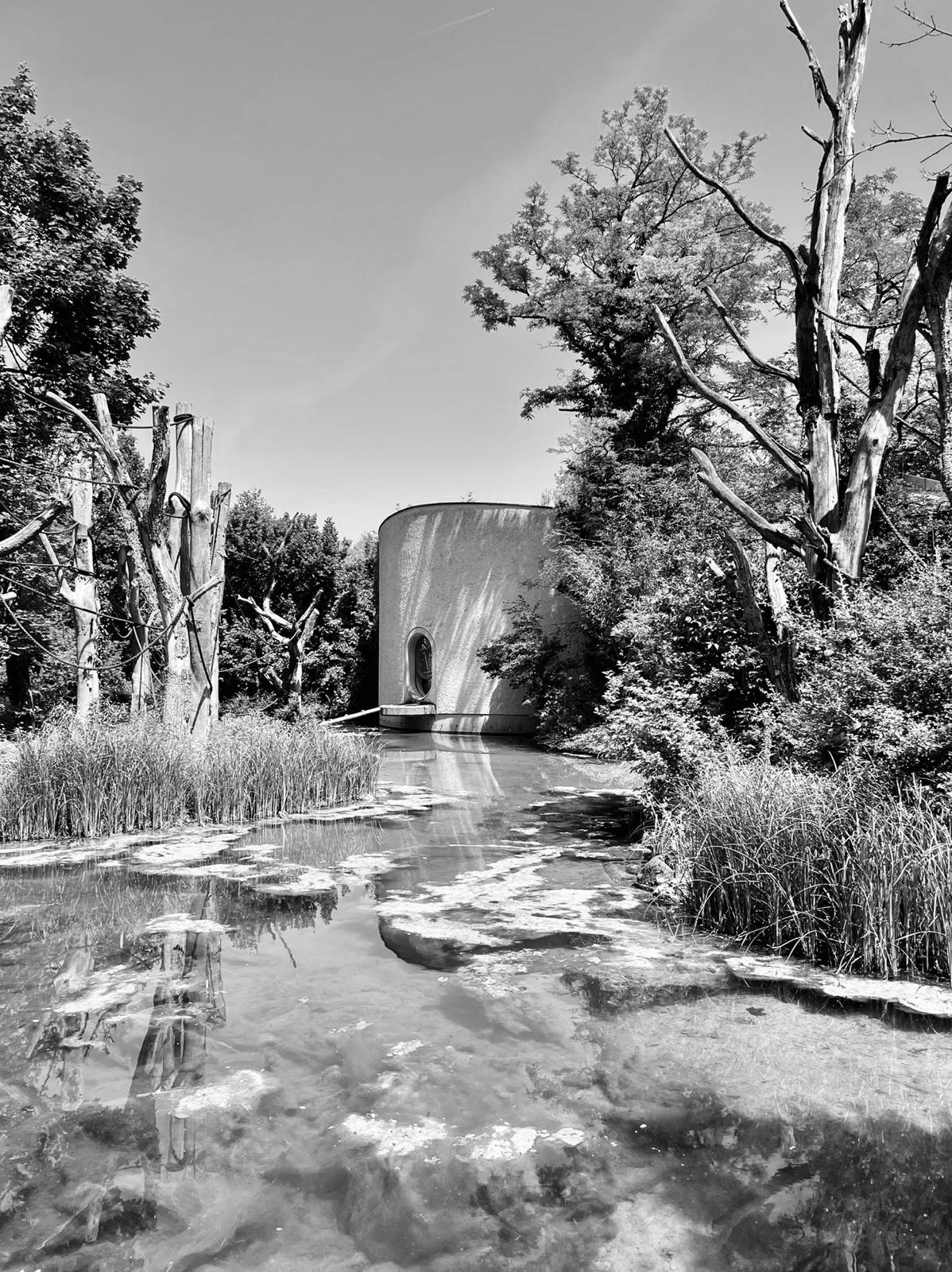
Niederaffenhaus im Tierpark Hellabrunn, Untergiesing-Harlaching

- 1976–1980: Voliere für Großvögel im Tierpark Hellabrunn, Untergiesing-Harlaching mit Frei Otto, Edmund Happold und Michael Dickson[1]
- 1981: Voliere, Zoo in San Diego
- 1983: Niederaffenhaus im Tierpark Hellabrunn, Untergiesing-Harlaching
- 1997: Flusspferdhaus  im Zoo Berlin mit Schlaich, Bergermann & Partner[2]
- 1998: Kunststoff-Museum, Lingen
- 2001–2010: Straßenraum- und Grünplan beim Umbau des Mittleren Ringes Ost in München
- 2002: Regenwaldhaus Tiergarten Schönbrunn, Wien
- 2003: Pinguin- und Robbenanlage, Zoo Berlin

## Ausstellungen
- 2002: Nach der Natur, Berlinische Galerie (Mit Katalog)

## Ehrungen und Preise
- 1981: BDA-Preis Bayern für Großvoliere im Tierpark Hellabrunn, Untergiesing-Harlaching[3]